# Arts mineurs
L'appellation Arts mineurs désignait toutes les formes d'art figuratif qui ne sont ni peinture, ni sculpture, ni architecture.
Cette définition vague pourtant d'usage courant (dont l'épithète « mineur » peut être jugé comme péjoratif) se trouve éclairée par un autre nom qui les qualifie également : Arts décoratifs. La plupart du temps, leur but est en effet de décorer un intérieur, un édifice, un objet. Musées et châteaux regorgent de ces objets précieux qui constituent le patrimoine de ces formes d'art.

## Tapisseries, Tapis et Brocarts
- La tapisserie est une étoffe destinée à orner des murs ou des sièges.

Les Italiens la nomment arazzo et les Anglais arras ; les deux termes dérivent de la ville d'Arras où cet art était à l'honneur jadis.
L'étoffe est tissé avec des fils de laine, de soie, d'or et d'argent. L'ouvrage est exécuté au moyen de fils entrecroisés soit sur des métiers verticaux (dits « de haute lisse »), soit sur des métiers horizontaux (dits « de basse lisse »).
- Pour orner le sol, on emploie les tapis, les plus appréciés venant d'Orient (Tapis persans et tapis chinois en particulier).

Sur les premiers, les motifs géométriques alternent avec des sujets floraux ou des scènes de chasse ; sur les seconds, on y retrouve les figures classiques de l'art chinois telles que les dragons.
En France, la manufacture de la Savonnerie, fondée sous Henri IV, se spécialisa dans les décors de guirlandes et de bouquets.
- De tous les tissus de prix, l'un des plus anciens est certainement le brocart, drap de soie déjà connu en Orient au IIIe siècle.

Il se répandit plus tard en Europe, où la France tissa dans ses fabriques lyonnaises d'incomparables soieries : damas, lampas, brocatelles ou droguets.

## Métal ciselé
- L'orfèvrerie a donné de véritables chefs-d'œuvre, en particulier grâce à la technique de la ciselure.

Sur les traces de Benvenuto Cellini, cet art fut porté à sa perfection par les Italiens de la Renaissance.
Aux XVIIe et XVIIIe siècles, la France y excella avec les œuvres de Germain, Gouthière, Odiot, etc. en alliant diverses pierres rares à l'or et l'argent.
Dans les civilisations antiques, les œuvres d'art étaient réalisées avec des matériaux plus ou moins précieux. Les Arabes travaillaient surtout l'argent, tandis que les Chinois utilisaient le cuivre. Des objets en bosselage furent en outre découverts en Égypte dans le tombeau de Toutânkhamon ou encore en Grèce à Mycènes.
Dans l'Europe du Xe siècle, deux trésors célèbres témoignent du rare degré de raffinement atteint par les orfèvres de ce temps (trésor de Conques (abbaye de Sainte-Foi) en France et trésor de Hildesheim en Hanovre).
- L'art du fer forgé (né au XIIIe siècle) est fondé quant à lui sur une technique simple : on chauffe le fer pour le rendre malléable pour ensuite le modeler. Le fer forgé est employé non seulement pour ornementer églises et palais, mais encore pour exécuter des objets d'usage quotidien (candélabres, consoles, etc.).

## Les pierres fines et précieuses
Si la bijouterie est le travail de l'or (les autres métaux précieux venant en complément), la joaillerie est la mise en valeur des pierres précieuses ou fines sur une monture en métal.
Au Moyen Âge et à la Renaissance, les bijoux sont la plupart du temps ornés de sujets ou motifs religieux. C'est Charlemagne qui réserve le port de la joaillerie profane aux membres royaux et aux nobles. Jusqu'au XIVe siècle, l'orfèvrerie fut confiée aux moines pour un usage presque exclusivement religieux. Dès le XIVe siècle, la joaillerie perd progressivement son caractère de reconnaissance de castes et devenant, plus laïque, fait partie intégrante de la mode naissante.
Le XVIe siècle fut celui des perles et des émaux dont la bourgeoisie naissante assurait la prospérité. Au XVIIe siècle, sous l'incitation du Cardinal Mazarin, la passion des pierres précieuses ou fines se développe.
Le XVIIIe siècle voit le triomphe de la joaillerie. Avec la prospérité au Siècle des Lumières, la vogue des bijoux se répand au-delà du cercle restreint des nobles et des richissimes dignitaires. La passion des pierres et de la mode se poursuit ; le style rococo favorisant la diversification des couleurs.
Après la Révolution, la prospérité et l’enrichissement de certaines classes de la société entraînent une augmentation sensible de l’offre et de la demande pour les produits de luxe. La joaillerie n’est plus l’exclusivité des classes supérieures et son rôle prend une autre signification.

## L'émail
Même si l'émail a fait son apparition en Égypte antique, son essor vient vraiment de Byzance.
En Occident, c'est surtout à la fin du XVe siècle, grâce à une nouvelle technique que l’émail a refait son apparition en France par celle des émaux peints. Le centre de production le plus réputé devient alors Limoges.

## La sculpture de matériaux tendres
À côté de la « grande » sculpture, il a de tout temps existé des œuvres obtenues en creusant des matériaux dit tendres. Il s'agit de la sculpture sur bois.
Les plus belles réussites dans ce genre sont les chœurs et les chaires des églises et cathédrales ainsi que les plafonds à caissons de la Renaissance.

## La sculpture de matériaux durs
La sculpture de matériaux précieux (tels que le jade ou l'ivoire) est pratiquée depuis l'Antiquité pour de petits objets décoratifs et des bibelots.
- Pendant plus de trois siècles, Dieppe fut en France le principal centre de travail de l'ivoire. Les tailleurs d'ivoire ne travaillaient pas seulement pour l'Église mais réalisaient aussi de gracieux objets pour les dames et seigneurs de la cour (peignes, boîtes, coffrets, étuis de miroirs, etc.).
- L'histoire du jade est indissociable de celle des civilisations chinoises et amérindiennes.

## Le travail du verre et du cristal
- Le travail du cristal a connu son plus haut degré de perfection en Bohême. Murano, île de la lagune de Venise, est célèbre pour la finesse et la légèreté de son cristal. En France, c'est la manufacture de Baccarat entre autres qui fournit des cristaux de réputation mondiale.
- Un vitrail est une fenêtre composée de multiples verres colorés, assemblés au moyen de plombs, représentant des scènes, des personnages, des symboles. Il est devenu, en Occident, à partir du Moyen Âge, une expression artistique très utilisée en architecture et plus particulièrement dans les édifices religieux, empruntant les techniques de la peinture et de la céramique.

## La marqueterie
L'art de la marqueterie est la décoration de meubles, d'instruments de musique, etc., à l'aide de plusieurs essences de bois aux nuances variées ou de matériaux différents (comme la nacre, l'or, l'argent, l'étain, le cuivre, le laiton, l'ivoire, l'écaille de tortue). Les motifs décoratifs sont découpés à la scie et assemblés ou incrustés en placage sur un fond selon un dessin préparé.
Cet art connut un succès tout particulier sous Louis XIV. Colbert réunit aux Gobelins un florilège de marqueteurs, parmi lesquels Domenico Cucci et le hollandais Pierre Golle. Le sculpteur-ébéniste André-Charles Boulle, inventeur son fameux procédé en partie et contrepartie (qui consistait à incruster de la nacre ou de l’écaille de tortue dans du cuivre ou de l’étain), est le premier ébéniste à avoir acquis une renommée internationale.
Au XVIIIe siècle, les meubles en marqueterie de bois de rose, de violette ou d'autres essences rares (plus de cinquante variétés d’essences exotiques et quarante essences indigènes étaient disponibles en 1770), font partie des plus belles réalisations de la marqueterie française grâce à Charles Cressent, Jean-François Oeben et Jean-Henri Riesener.
À la fin du XVIIIe siècle, cet art déclina mais connut un regain de faveur et un perfectionnement technique sous napoléon III. La flore inspira librement les créateurs de l’école de Nancy (Louis Majorelle, Émile Gallé) au tournant du siècle, et se prêta aux stylisations rigoureuses de Jacques-Émile Ruhlmann au milieu des années 1920.

## La céramique

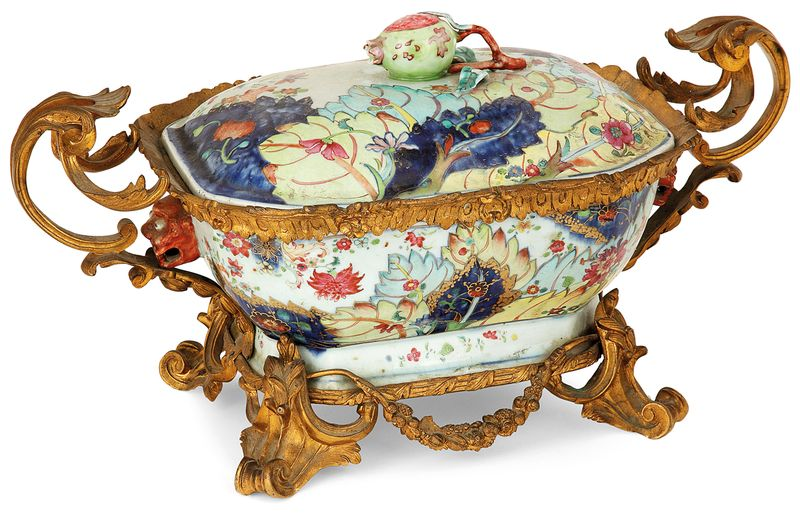
Terrine rectangulaire en porcelaine chinoise du règne de Qianlong (1735 - 1796)

La céramique est l'art de modeler l'argile et de la rendre solide en la faisant cuire.
Selon le procédé de fabrication, on distingue quatre types de céramique : la terre cuite, le grès, la faïence et enfin la délicate porcelaine.
- L'argile, matériau de la terre cuite appartient aux matériaux les plus anciens travaillés par l'homme.

Cette terre facile à mettre en forme permet d'obtenir aisément des pots simples, des bols, des coupes, des carreaux, etc. en terre cuite. Il suffit d'un peu d'habileté pour façonner des objets plus complexes, comme des pichets avec des anses et un bec, par exemple. L'argile permet de faire aussi des figurines utilisées par les cultes religieux ou par la magie.
La maîtrise de la poterie fut un pas important dans l'évolution de la civilisation néolithique. Dès l'Antiquité on en fait un usage très abondant en Mésopotamie et dans l'Égypte des Pharaons, en Afrique et au Moyen-Orient les civilisations romaines puis musulmanes, en Asie celles de l'Indus comme celles des Moines Bouddhistes, ou des empereurs de Chine, en Amérique du Nord les Amérindiens, au Mexique les Aztèques ou dans les Andes les Mochicas, en Europe au Moyen Âge, etc.
- Le grès est une céramique constituée d’une terre argileuse, à forte teneur de silice, appelée « argile grésante ».

Supportant une température de cuisson de 1 250 °C environ, la terre arrive alors au point limite de la vitrification. Le grès reste donc opaque mais la chaleur intense lui donne une texture très serrée qui le rend imperméable. Il est le plus souvent de couleur grise ou marron.
Cette technique fut mise au point en Chine. En Europe, il semble que les débuts du grès remontent à la fin de l’époque médiévale, en Allemagne. Les décors étaient le plus souvent réalisés au bleu de cobalt, seul oxyde qui supporte sans difficulté les hautes températures. On pouvait le couvrir d’un vernis à base de sel qui dote les surfaces d’un mince enduit luisant. Au XVIIe siècle, le développement de la faïence et de la porcelaine concourut à un abandon relatif du grès qui connut cependant un regain de faveur à partir du XIXe siècle (Jules Ziegler, Auguste Delaherche, Ernest Chaplet, Jean Carriès, Albert Damousse).
- La faïence est une argile façonnée puis plongée dans un bain d’émail à base d’étain, appelé émail stannifère.

Ce revêtement assure aux objets une meilleure imperméabilité. Par ailleurs l’étain, en cuisant, donne à l’émail une couleur blanche sur laquelle les artistes peuvent réaliser des décors variés.
L’émail stannifère fut découvert en Mésopotamie vers le IXe siècle apr. J.-C. Via l’Afrique du Nord, cette technique fut véhiculée par les Musulmans jusqu’en Espagne, où l’on produisit des faïences dès les XIe siècle et XIIe siècle. De l’Espagne, cette technique passa en France (par le biais des pavements) et surtout en Italie où les princes de la Renaissance italienne rivalisèrent entre eux pour avoir la plus belle fabrique de majolique. Le mot faïence trouve son origine dans le nom de la ville italienne de Faenza.
La technique de la faïence se répandit ainsi dans toute l’Europe. Le XVIIe siècle vit l’émergence du rôle de Delft en Hollande, elle-même héritière de l’Italie. Les siècles suivants marquent l’épanouissement des manufactures de faïences en France.
- La porcelaine trouve son origine et son développement en Chine, grâce aux importants gisements de kaolin, argile blanche indispensable à la fabrication de la véritable porcelaine.

N'en connaissant pas la technique de fabrication, les Européens dont l'engouement pour la porcelaine à partir du XVIIe siècle allait croissant importaient la précieuse denrée d'Extrême-Orient ce qui, compte tenu des coûts prohibitifs d'importation, incita les différents états Européens à découvrir le mystère de la porcelaine chinoise (le kaolin).
- - Au XVIe siècle, les Italiens étaient parvenus à faire de la céramique translucide, quoique sans kaolin : la porcelaine tendre'(elle n'a pas la dureté de la vraie porcelaine: un couteau peut la rayer, d'où son nom de « tendre »). Un siècle plus tard, un faïencier rouennais, Louis Poterat, trouve le secret de la porcelaine tendre mais emporte son secret à sa mort en 1696.

Toutefois, le secret perdu fut retrouvé à la manufacture de faïence de Saint-Cloud, fondée en 1666, où l’industrie de la porcelaine tendre prit véritablement son essor : les premiers essais du faïencier Pierre Chicaneau, menés dans les années 1670, aboutirent dans les années 1690 à une production en nombre. D'autres manufactures allaient produire de la porcelaine tendre (Chantilly, Mennecy, Vincennes, Sèvres).
- - C’est près de Meissen, en Saxe, et grâce à la découverte d’un important gisement de kaolin, que la véritable porcelaine dure naît en Europe, au tout début du XVIIIe siècle grâce aux découvertes d'un jeune alchimiste Johann Friedrich Böttger.

À partir de 1740, les manufactures essaiment en Europe : Vienne en Autriche, Berlin en Allemagne, Venise, Doccia, Naples en Italie, Bow, Chelsea, Worcester, en Angleterre, Tournai en Belgique, Copenhague au Danemark, Saint-Pétersbourg en Russie, Chantilly, Mennecy, Vincennes, Sceaux en France.
En 1768, la découverte de kaolin à Saint-Yrieix, en Limousin, permit la production d’une « porcelaine dure » proprement française qui débuta à Sèvres en 1769, puis à Limoges et dans de nombreuses fabriques privées à Paris, principalement dans le faubourg Saint-Denis, d’où le terme de « porcelaine de Paris ».

## Enluminure et miniature
L'art de l'enluminure, peinture sur parchemin, papier ou ivoire, fut florissant au Moyen Âge : livres de prières, codex, romans épiques, chroniques furent splendidement illustrés.
Après l'invention de l'imprimerie, les enluminures disparurent. Le XVIIIe siècle les remit en honneur sous forme de miniatures pour la décoration de tabatières, objets ornementaux, paysages sur ivoire ou cuivre.

## La mosaïque
La mosaïque pourrait être définie comme une peinture à la pierre.
Ce mode de décoration pour pavements et murs est composé par la juxtaposition de fragments de pierre (de taille, de forme et de couleurs différentes).
Connu des Égyptiens, le procédé passa en Grèce, qui à son tour, le transmit aux Romains.
Cet art atteignit sa plus grande splendeur à l'époque byzantine. La mosaïque utilisait alors des petits cubes d'émaux vitrifiés, parfois recouverts d'une feuille d'or ou d'argent. La mosaïque byzantine devient l'élément primordial de décoration intérieure des lieux de culte, recouvrant presque entièrement l'intérieur des églises et basiliques.
La mosaïque a été largement pratiquée dans les contrées conquises par l'islam. Elle décore de nombreuses mosquées. L'art religieux islamique interdit toute représentation du visage ou corps humain. Ainsi, les représentations sont des motifs géométriques complexes, spirales, étoiles, arcades, arabesques inspirées de formes végétales.
L'art de la mosaïque alors en déclin depuis quelque temps, se développe avec un style propre à Antoni Gaudí.